# Medicina tradicional

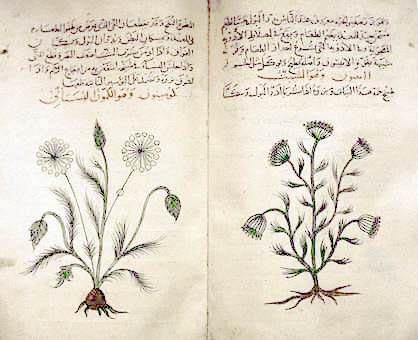
Manual árabe de fitoterapia, cerca de 1334

Medicina tradicional é o conjunto de práticas em saúde desenvolvidas antes do que se classifica como medicina moderna (ou convencional) e  que ainda hoje são praticadas  por diversas culturas em todo o mundo.
Segundo a OPAS-OMS, a medicina tradicional é o total  de conhecimento técnico e procedimentos baseado nas teorias, crenças e as experiências indígenas de diferentes culturas, sejam ou não explicáveis pela ciência, usados para a manutenção da saúde, como também para a prevenção, diagnose e terapia de doenças físicas e mentais. Em alguns países utilizam-se indistintamente os termos medicina complementar, medicina alternativa ou medicina não-convencional, e medicina tradicional. (OMS, 2017)

## Definição

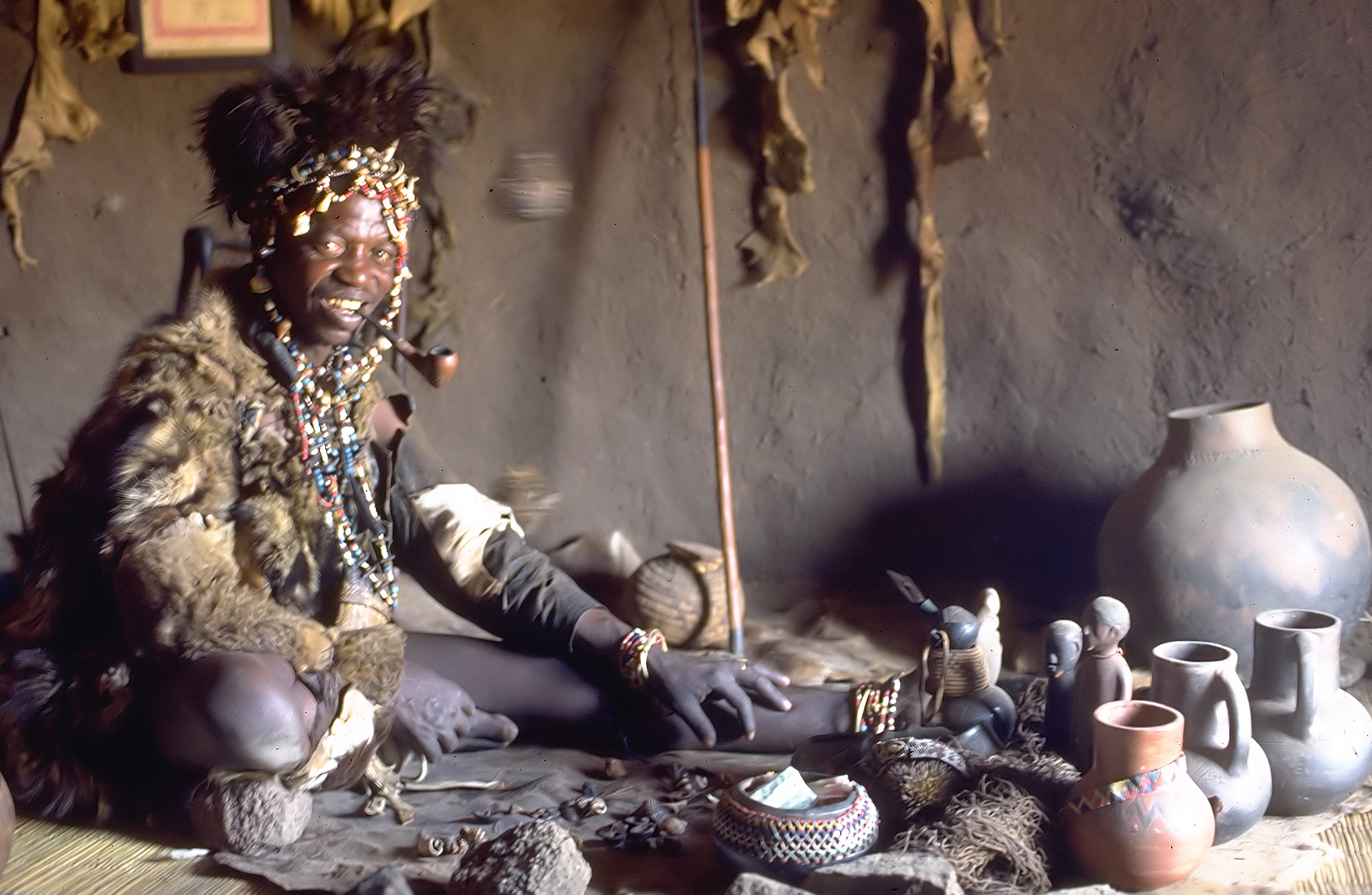
Curandeiro Shona registrado na Zimbabwe National Traditional Healer's Association

“Medicina tradicional" é um termo amplamente utilizado para referir-se aos diversos sistemas de Medicina Tradicional, como por exemplo a medicina tradicional chinesa, a ayurvédica hindu, a medicina unani - árabe e as diversas formas de medicina indígena. Abrange terapias com medicação à base de ervas, partes de animais ou minerais, e terapias sem medicação, como a acupuntura, as terapias manuais e as terapias espirituais.
Nos países onde o sistema de saúde hegemônico se baseia na medicina alopática ou onde a Medicina Tradicional ainda não se incorporou no sistema nacional de saúde, não se distingue dos demais aspectos dos sistemas tradicionais, seja por sua transmissão oral de lendas – onde são atualizados valores espirituais, ético/morais, e acontecimentos históricos significativos, seja por se caracterizar como conhecimento empírico/prático resultante de hábitos consagrados pela experiência, a não ser quando se associa a práticas médicas profissionais reconhecidas, hegemônicas ou não hegemônicas, consideradas como plausíveis pela medicina moderna ou científica. (OMS, 2002)
A contribuição de Arthur Kleinman na área da antropologia médica, para distinção da medicina tradicional do conhecimento de saúde científico e dos distintos povos é notável. Segundo esse autor, um sistema etnomédico e/ou a medicina folk, distingue-se da  medicina popular, familiar, praticada por todos os membros de uma comunidade, da medicina profissional científica, ocidental /cosmopolita ou mesmo da medicina  alternativa e complementar resultante da profissionalização das práticas indígenas e tradicionais (Chinesa, Ayurvédica ou Européias medievais não hegemônicas, tipo: quiropraxia, hidroterapia, apitoxinoterapia, etc.).
Essa distinção também pode ser feita identificando-se práticas populares e as técnicas ou formas de conhecimento mais organizado, que podem ser descritas a partir da terminologia proposta por Luz (1988), como uma racionalidade médica ou sistema lógico e  teoricamente estruturado, tem como condição necessária e suficiente para ser considerado como tal, a presença dos  seguintes elementos:
1. Uma morfologia (concepção anatômica);
2. Uma dinâmica vital (fisiologia);
3. Um sistema de diagnósticos;
4. Um sistema de intervenções terapêuticas;
5. Uma doutrina médica (cosmologia).

Em princípio a medicina popular (folk) não profissional (religiosa) pode ser transformada em prática profissional por vários mecanismos de legitimação social, exige um especialista e um processo médico - sagrado (iniciático) de especialização, caracteriza-se por possuir escolas, documentos, mestres e discípulos.
Numa comparação entre as proposições de Peter Berger e seu “dossel de símbolos” que compõem a pluralidade dos sistemas simbólicos alternativos do mundo moderno e a “eficácia simbólica” do xamãnicos e psicanálise Levi Strauss, Figueira, 1976 contribui para compreensão da organização simbólica das sociedades complexas propondo o uso do termo “terapêuticas” para todos os recursos que uma sociedade põe a disposição de sujeitos que estão doentes ou que, por diversos motivos, atravessam períodos críticos de vida. 
Para esse autor a psicanálise, umbanda e sistemas xamãnicos têm em comum a característica de atuarem como sistemas simbólicos nas tentativas de ajustamento do indivíduo às comunidades sócio-linguística (atuando como matrizes de significado) nos indivíduos e/ou sistemas simbólicos individuais que se caracterizam por encontrarem-se em isolamento, processo de intercomunicação e relativização ou desorientação (não ajustamento ou estraçalhamento de relações sociais de fidelidade a grupo e alianças).
Os candomblés e a umbanda no Brasil já foram proibidos e/ou autorizados pela polícia para se instalarem nos bairros urbanos até quase finais do século XX.
A necessidade de intervir nas formas de cuidar de deficientes, e idosos organizando seus hábitos e mesmo modificar hábitos prejudiciais à saúde, algumas vezes associados à práticas culturais como tabagismo, sedentarismo, hábitos profissionais de risco, etc., tem oposto resistência à incorporação acrítica do conceito biomédico de doença.
A hipótese de que o conceito de doença comporta componentes não-físicos, não-químicos e não-biológicos tem sido um dos principais temas da antropologia médica contemporânea, é quase um consenso que os conceitos de "disease" (doença/patologia), "illness" (enfermidade) e "sickness" (mal-estar, sofrimento) são distintos e devem referir-se a facetas diversas do complexo saúde-doença-cuidado. 
Para Laplatine a percepção e resposta  de um grupo social à patologia, pode ser pensada através da elaboração e analise de modelos etiológicos e terapêuticos. Um modelo é: uma construção teórica, caráter operatório (hipótese) e também  uma construção metacultural ou seja que visa fazer surgir e analisar as formas elementares da doença e da cura - sua estrutura seus invariantes tornando-o comparável a outros sistemas (Laplatine)
Observe-se porém, que tais sistemas tradicionais que reúnem crenças e observações empíricas, surgido em um determinado momento da história, não correspondem exatamente ao resultante do método científico renascentista cartesiano ainda sob o paradigma mecanicista. 
Corresponde mais exatamente a uma forma de evolução distinta, visível nos olhos da antropologia médica clínica, para desgosto dos evolucionistas que querem ver na ciência ocidental, uma conseqüência natural do desenvolvimento dos sistemas mágicos – religiosos (míticos).